# هيلمار ماغنوس إكلوند
هيلمار ماغنوس إكلوند (بالفنلندية: Hjalmar Magnus Eklund)‏ هو رياضياتي وصحفي وفيلسوف فنلندي، ولد في 12 يناير 1880، وتوفي في 10 يونيو 1937.